# 三城滿禧
三城滿禧（日语：／ Mishiro Mitsuyoshi，1934年4月27日—）是一名日本語言學家、德語學家，以及東京大學名譽教授。

## 生平
三城出生於現今的北韓會寧市。畢業於東京都立戶山高等學校，1958年畢業於東京大學德文科，隨後完成該校研究所碩士課程。曾任一橋大學副教授，1972年起擔任東京大學教養學部副教授，1988年升任教授，1995年屆齡退休，榮任名譽教授。憑藉共同編輯的《小學館德日大辭典》（1985年）榮獲日本翻譯出版文化獎。

## 翻譯
- （里爾克，集英社，世界文學全集） 1969
- （川村二郎、圓子修平共譯，白水社） 1969
- （華特·班雅明，川村二郎共譯，法政大學出版局） 1975
- （千石喬、川島淳夫共譯，白水社） 1977